# Arnold Hugh Martin Jones
Arnold Hugh Martin Jones (* 9. März 1904 in Birkenhead; † 9. April 1970 auf der Schiffspassage von Brindisi nach Patras) war ein bedeutender britischer Althistoriker.

## Leben
Arnold Hugh Martin Jones erlangte 1926 seinen Abschluss in Literae Humaniores (ein Studium mit klassischen Inhalten, Alte Geschichte und Philosophie). Er war von 1926 bis 1946 Fellow am All Souls College in Oxford, wobei er von 1929 bis 1934 als Reader in Alter Geschichte an der Universität Kairo und von 1939 bis 1946 als Lecturer in Alter Geschichte am Wadham College in Oxford tätig war. 1944 schrieb er für das britische Informationsministerium, eine Propagandaeinrichtung während des Zweiten Weltkrieges, eine Abhandlung über britische Kirchenbauten. Von 1946 bis 1951 war er Professor für Alte Geschichte am University College London.
Von 1951 bis 1970 lehrte er als Nachfolger von Frank E. Adcock als Professor für Alte Geschichte an der University Cambridge und war Fellow am Jesus College. 1970 starb er im Alter von 66 Jahren vor Beginn einer geplanten Vortragsreise durch Griechenland an einem Herzinfarkt.

## Forschung
Jones beschäftigte sich mit der gesamten klassischen Antike und verfasste Darstellungen über die Attische Demokratie, die römische Verwaltung und Gerichtswesen, die antike Stadt Sparta, die römischen Kaiser Augustus und Konstantin, die Wirtschaftsgeschichte oder die Entwicklung der Städte in der Antike, wobei er regelmäßig eine erstaunliche Kenntnis der literarischen Quellen (weniger Beachtung schenkte er der Archäologie) an den Tag legte.
Jones machte sich vor allem um die Erforschung der Spätantike verdient. Als sein Hauptwerk wird die dreibändige Darstellung The Later Roman Empire, 284–602. A social, economic and administrative survey angesehen, ein 1964 erschienenes Handbuch, das das Ende der Antike mit dem Tod des oströmischen Kaisers Maurikios 602 ansetzt. Es wurde fast ausschließlich aus den antiken Schriftquellen gearbeitet, ist sehr detailliert gestaltet und gilt bis heute als eines der wichtigsten Handbücher zur spätrömischen Geschichte. Es ist aufgrund der außerordentlichen Faktendichte allerdings nur schwer lesbar. Die demonstrative Weigerung seines Verfassers, die Forschungen anderer zu berücksichtigen, sorgte früh für Irritationen, zumal man bald erkannte, dass Jones die Arbeiten anderer Gelehrter in Wahrheit in viel stärkerem Maße rezipiert hatte, als er den Anschein erweckte. 
Außerdem war Jones bis zu seinem Tod an der Konzeption der wichtigen Prosopography of the Later Roman Empire über den Zeitraum von 260 bis 641 beteiligt. Der erste Band konnte 1971 veröffentlicht werden. Der Einfluss von Jones auf die anglo-amerikanische Forschung im Bereich der Spätantike kann bis heute kaum überschätzt werden.

## Schriften
- The Cities of the Eastern Roman Provinces (1937; 2., überarbeitete Auflage 1971)
- The Herods of Judaea (1938)
- The Greek City from Alexander to Justinian (1940)
- The British Churches in War Time. HMSO, London, (1944)
- Ancient Economic History (1948)
- Constantine and the conversion of Europe (1948)
- Athenian Democracy (1957)
- Studies in Roman Government and Law (1960)
- The Later Roman Empire 284–602. A social, economic and administrative survey, 3 Bde. (1964); Nachdruck in 2 Bde. 1986
- The decline of the ancient world (1966; stellt eine Kurzfassung von Jones’ Later Roman Empire dar)
- Sparta (1967)
- Augustus (1970)
- The Prosopography of the Later Roman Empire, Bd. 1, zusammen mit John Robert Martindale und John Morris (1971)